# Шендерович, Виктор Анатольевич

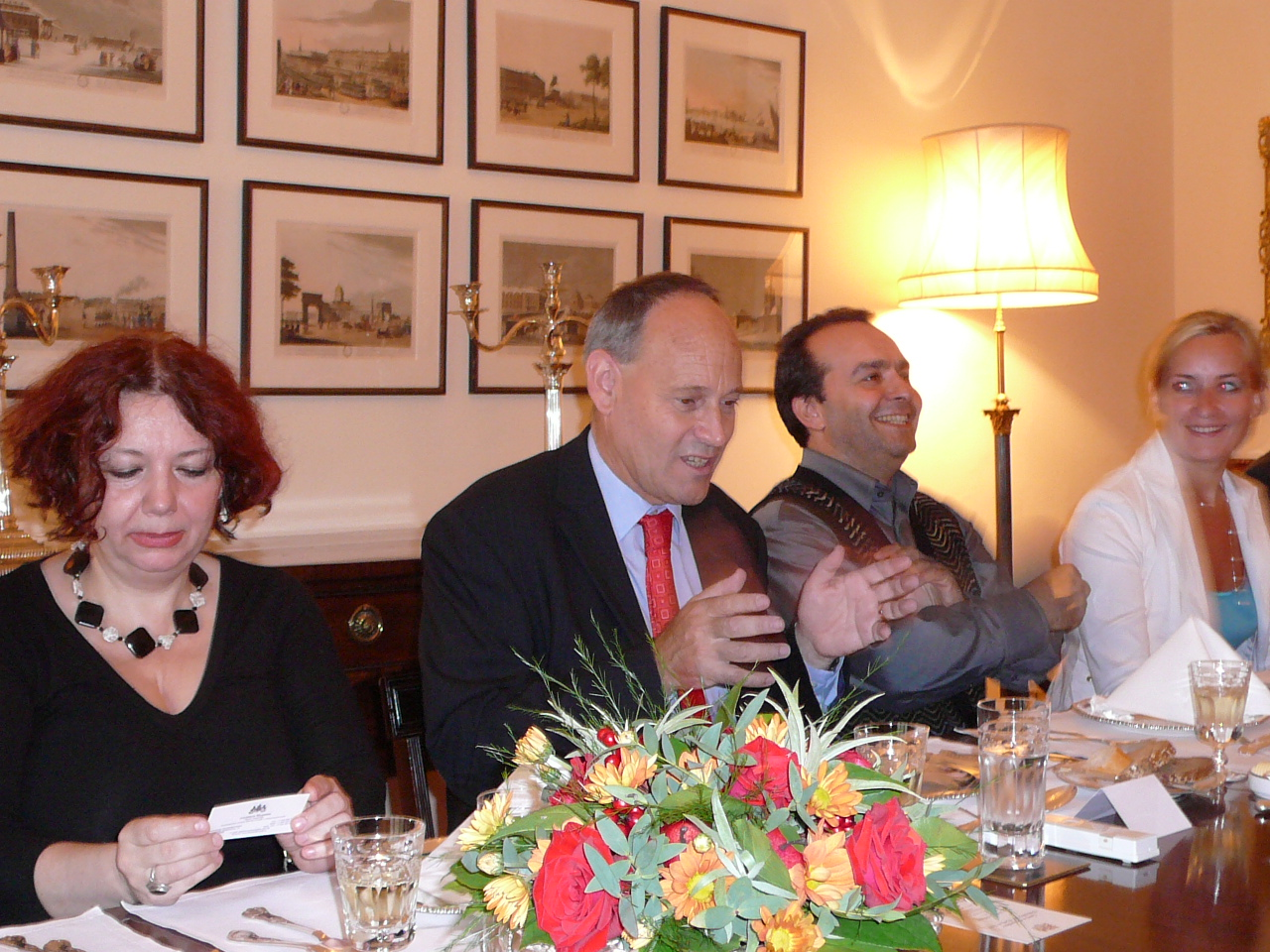
С Марией Арбатовой и Тони Брентоном на записи передачи «Плавленый сырок», 2007 год

Ви́ктор Анато́льевич Шендеро́вич (род. 15 августа 1958, Москва, СССР) — российский и израильский прозаик, журналист, поэт, драматург, сценарист, теле- и радиоведущий, сатирик, публицист, педагог.

## Детство и юность
Родился 15 августа 1958 года в Москве в еврейской семье. В 1980 году окончил Московский государственный институт культуры по специальности «режиссёр самодеятельных театральных коллективов». Как учащийся этого института принял участие в съёмках документального фильма «Перед зеркалом».
С 1980 по 1982 год служил в Советской армии, в 383-м гвардейском ордена Ленина учебном мотострелковом полку (в/ч 12651, Забайкальский край, Читинский р-н, пос. Каштак — ныне Центральный район Читы) ЗабВО, командир боевой машины пехоты, младший сержант.

## Семья
Дед по отцовской линии — Семён Маркович (Шлёма Мордухович) Шендерович (1903—1984), инженер-химик, работал на заводе ЗИЛ, дважды подвергался политическим репрессиям в 1929 и 1948 годах. Родом из Городища под Мозырем. По словам Виктора Анатольевича, в 1948 году Семён Маркович был осуждён на 8 лет тюрьмы после того, как НКГБ обнаружило его «троцкистское» письмо 1927 года, в котором тот неодобрительно отзывался о Сталине.
Бабушка по отцовской линии — Лидия Абрамовна Шендерович (при рождении получила имя Эйдля); в шутку называла своего мужа «троцкистом». Позже оригинальное письмо попало в текст романа Василия Белова «Кануны».
Дед по материнской линии — Евсей Самуилович Дозорцев (уроженец города Чаусы в Могилёвской области), был начальником отдела ПВО Наркомата угольной промышленности. Старший лейтенант Евсей Дозорцев, командир роты 477-го стрелкового полка 161-й стрелковой дивизии (1-го формирования) — будущей 4-й гвардейской стрелковой Апостоловско-Венской Краснознамённой дивизии, погиб на фронте 7 октября 1941 года под Ленинградом. Похоронен в д. Гонтовая Липка Мгинского (ныне Кировского) района Ленинградской области. Согласно книге «Изюм из булки», Евсей Самуилович отправился на фронт после того, как его стали укорять в том, что он не ехал на передовую в связи с наличием «брони» (занимал важный государственный пост).
Бабушка по материнской линии — Ревекка Абрамовна Дозорцева.
Отец — Анатолий Семёнович Шендерович (1930—2017), инженер.
Мать — Инесса Евсеевна Дозорцева (1929—2011), педагог.
Жена — Людмила Чубарова
- Дочь — Валентина[15] Викторовна Чубарова

30 декабря 2021 года Министерство юстиции Российской Федерации внесло Виктора Шендеровича в реестр СМИ — «иностранных агентов».
11 января 2022 года на своей странице в фейсбуке Шендерович написал о том, что решил покинуть Россию из-за опасности оказаться под стражей. При этом сатирик не уточнил, о какой стране идёт речь, хотя 27 ноября 2020 года Шендерович сообщал, что приступил к оформлению гражданства Израиля. По его словам, к этому он шёл много лет, хотя Израиль фактически уже давно стал его вторым домом.
Жил в Польше, по состоянию на ноябрь 2023 года проживает в Нью-Йорке (США).

## Творческая деятельность
В 15 лет поступил в Театральную студию Олега Табакова, учился в режиссёрской группе, играл в нескольких спектаклях.
В 1988 году стажировался в Высшем театральном училище им. Щукина по специальности «педагог по сценическому движению». В 1991 году в журнале Детского благотворительного фонда «Трамвай» опубликовал стихотворение «Флажки».
Лауреат нескольких литературных премий в области юмора. В 1991 году получил премию «Золотой телёнок» «Литературной Газеты» («Клуба 12 стульев»). Лауреат «ТЭФИ-96» в номинации «Событие года». Лауреат премии «Золотой Остап» (1996), премии «Золотое перо России» (1998). Автор книг и множества публикаций в прессе, миниатюр для Геннадия Хазанова.
В течение семи лет преподавал в ГИТИСе сценическое движение. Как наиболее интересный факт своей театральной деятельности вспоминает работу над спектаклем «Нумер в гостинице города NN» в качестве постановщика пластики (режиссёр Валерий Фокин). Этот спектакль получил профессиональный приз «Золотая маска».
С 1992 года — член Союза писателей. Был автором шести сюжетов для киножурнала «Фитиль».
На телевидении работал с 1992 года: сценарист документального фильма-портрета о Зиновии Гердте «Всё то, что случилось со мной», который вышел на 1-м канале Останкино. С 1995 по 2001 год — сценарист программы «Куклы» телекомпании НТВ.
С 1997 по 2002 год — художественный руководитель и ведущий программы «Итого» (НТВ, с 2001 года — ТВ-6). С 2001 по 2002 год — автор и ведущий документального цикла «Здесь был СССР» на ТВ-6. С июня 2002 по июнь 2003 года вёл «Помехи в эфире» и «Бесплатный сыр» на телеканале ТВС. Шендерович вспоминает, что время с 1995 по 2003 год было практически «убито» для литературной работы, и в этот же период его «чаще узнавали как просто „телезвезду“, через запятую с Михаилом Леонтьевым и Павлом Глобой, и иногда даже путали с ними».
Сотрудничал с «Радио Свобода»: с 29 июля 2003 по 27 декабря 2009 года вёл передачу «Все свободны», до августа 2015 года публиковался на сайте радиостанции как один из колумнистов, в дальнейшем появлялся в эфире радио в качестве гостя различных передач.
C 14 ноября 2003 по 28 июня 2008 года — художественный руководитель и ведущий программы «Плавленый сырок» на радиостанции «Эхо Москвы».
В январе 2004 года вошёл в Комитет-2008. Данное объединение распалось летом 2005 года.

С октября 2006 по май 2007 года работал на телеканале «RTVi». С октября 2006 по май 2007 года работал автором и ведущим сатирической программы «Новые времена».

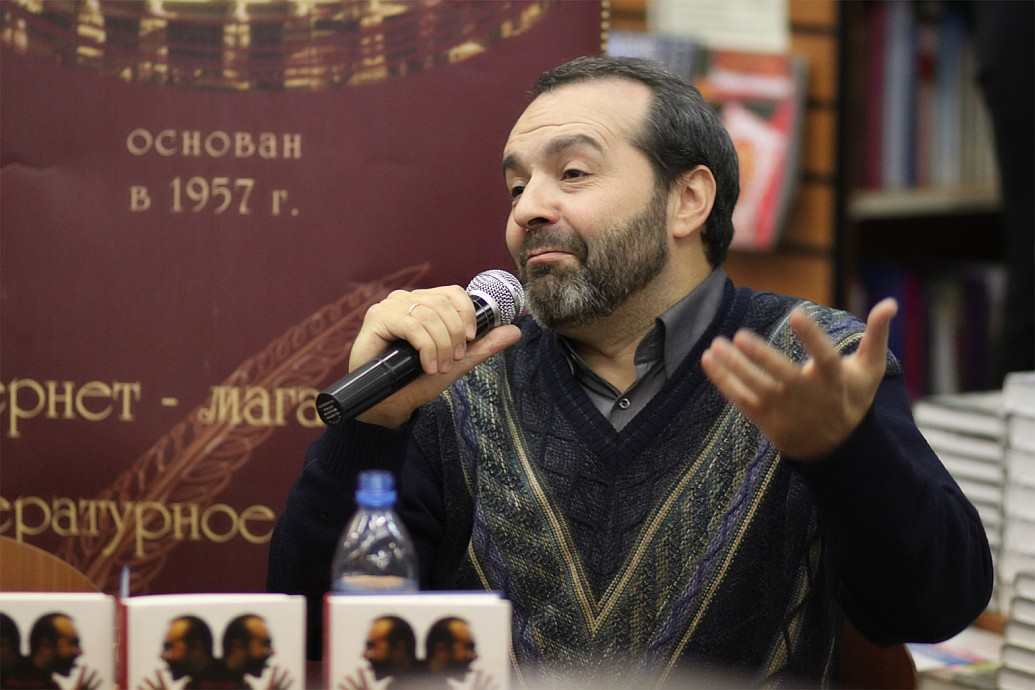
На презентации книги «Одна голова хорошо, а две лучше», 2010 год

В 2008—2009 годах Шендерович судился с депутатом Госдумы от ЛДПР Сергеем Абельцевым. Шендерович назвал Абельцева животным йеху за организацию провокации против правозащитников (их закидали яйцами). Суд не нашёл в словах Шендеровича состава преступления, и дело было прекращено. По материалам этого процесса в 2009 году вышла книга Шендеровича «Случай с йеху и другие истории нашего зоопарка. Мои встречи с правосудием».
С декабря 2011 по март 2012 года вёл программы «Короче!» и «Изюм из булки» на Сетевом общественном телевидении.
С апреля 2011 года в Московском театре сатиры шёл спектакль по пьесе Шендеровича «Вечерний выезд общества слепых».
В 2011 году Виктор Шендерович со своей супругой Людмилой Чубаровой и Александром Свиридовым учредили НКО Фонд «Хроники».
С декабря 2017 по март 2020 года — главный участник ежемесячной беседы «Шендерович как есть» на телеканале «Дождь».
С 9 ноября 2020 по 27 декабря 2021 года снова сотрудничал с RTVI в качестве ведущего авторской программы «Шендерович в своём репертуаре» (совместно с Ольгой Бычковой). Участвует в передаче «Ход мысли», выходящей на телеканалах Белсат и «Вот Так».
В разное время публиковался в различных печатных и интернет-изданиях: «Еженедельный журнал» и «Московские новости» (до 2004), «Газета» (2003—2005), «Ежедневный журнал» (2004—2017), «The New Times» (2007—2020), «Новая газета» (2008—2021) и «ГОРДОН» (2014—2015).

## Политическая деятельность
В 2005 году баллотировался в Государственную Думу по Университетскому округу города Москвы как независимый кандидат, выборы проиграл, набрав 19 % голосов избирателей и проиграв Станиславу Говорухину, набравшему 38 %. О своём «походе в политику» написал документальную книгу «Недодумец, или Как я победил Марка Твена».

## Взгляды
В 1996 и 2003 годах был среди деятелей культуры и науки, призвавших российские власти остановить войну в Чечне и перейти к переговорному процессу.
Со времён работы на НТВ последовательно критикует политику Владимира Путина на посту президента России (как в составе «команды Киселёва», так и единолично). 10 марта 2010 года подписал обращение российской оппозиции «Путин должен уйти» (подпись № 9). 24 декабря 2015 года в программе «Особое мнение» на радио «Эхо Москвы», будучи гостем программы, Шендерович утверждал, что Владимир Путин работал на «Тамбовскую ОПГ». Радио «Эхо Москвы» удалило со своего сайта данную программу и упоминание о ней. Текст программы был опубликован на одном из интернет-ресурсов журналистом Олегом Кашиным.
В феврале 2013 года записал для проекта «Против гомофобии» видеообращение в поддержку ЛГБТ-сообщества, в котором выступил против закона о запрете «пропаганды гомосексуализма среди несовершеннолетних».
В марте 2014 года вместе с рядом других известных деятелей науки и культуры России выразил своё несогласие с аннексией Крыма Россией. Свою позицию он изложил в открытом письме, опубликованном в «Новой газете». В сентябре того же года подписал заявление с требованием «прекратить агрессивную авантюру: вывести с территории Украины российские войска и прекратить пропагандистскую, материальную и военную поддержку сепаратистам на Юго-Востоке Украины». В 2015 году Министерство культуры Украины включило сатирика в «белый список» артистов, которые поддерживают территориальную целостность страны и выступают против агрессии. В 2019 году в интервью сайту «Крым. Реалии», дочернему проекту Радио «Свобода», заявил, что не отказался от убеждений по поводу Крыма, однако считает, что «нужно сделать так, чтобы то, что будет дальше, было законно», руководствуясь интересами именно крымчан.
В сентябре 2020 года подписал письмо в поддержку протестных акций в Белоруссии.
В феврале 2022 года выступил против вторжения России на Украину. С февраля 2022 года является участником Антивоенного комитета России.
Болеет за московский футбольный клуб «Спартак».

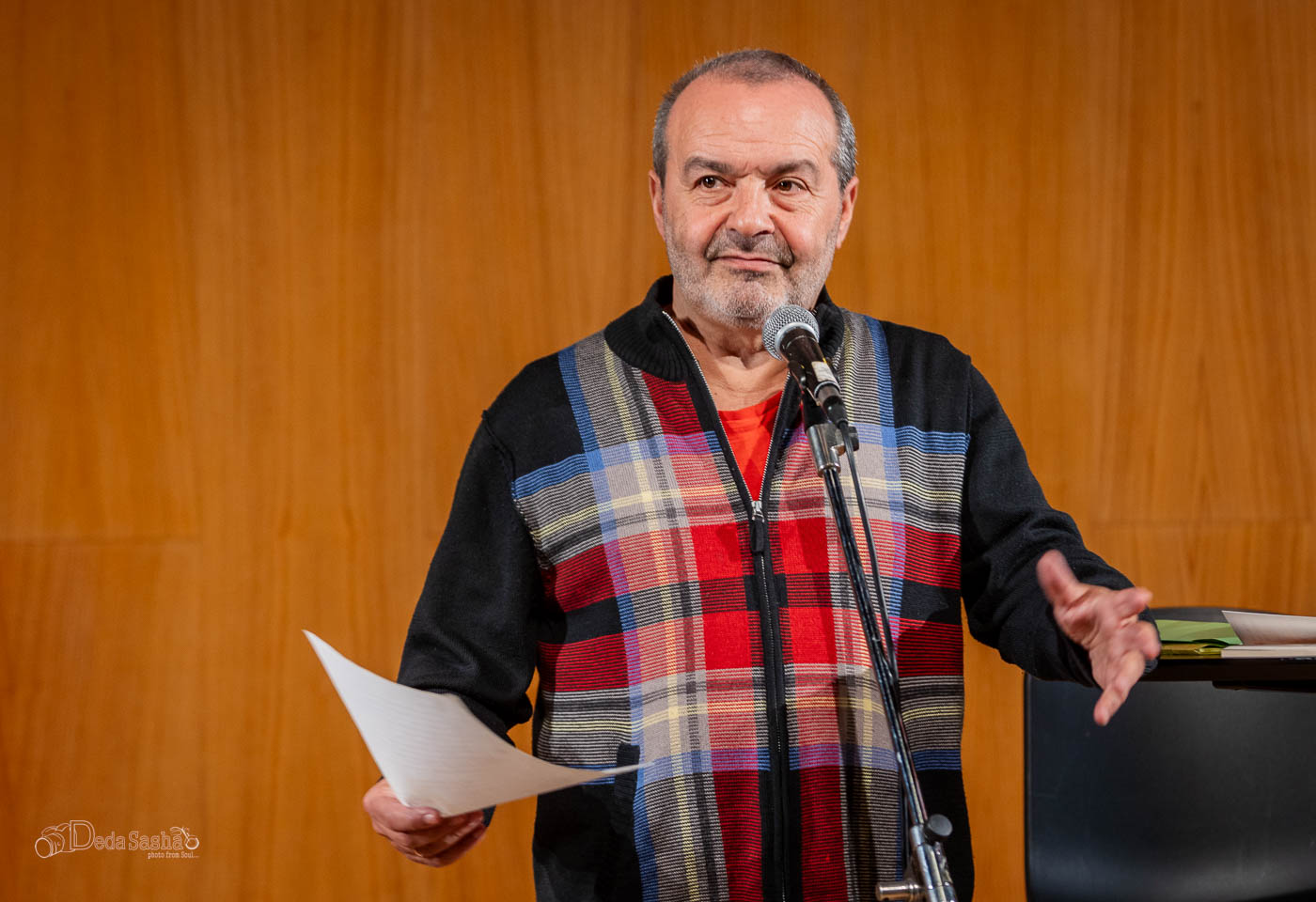
Виктор Шендерович. Израиль 2023

## Оценки
Филолог Р. Ю. Шебалов в своей научной работе 2013 года отмечает, что Виктор Шендерович занимает ведущее место в современной российской публицистике. По мнению Шебалова, «он является одним из немногих наследников традиций остросатирической журналистики 90-х годов XX века, с другой — писателем, ориентированным на классические образцы русской сатиры (в первую очередь, произведения М. Е. Салтыкова-Щедрина)». Исследователь считает, что «сложное переплетение указанных стилевых установок в сочетании с авторской системой оценки „проклятых вопросов“ текущей российской действительности придает его творчеству уникальный для нынешней журналистики характер». Анализируя творчество Шендеровича, Р. Ю. Шебалов выделяет такие применяемые им приёмы как оценка внутрироссийской ситуации с мнимой позиции взгляда из-за границы, а также использование культурно-исторической аналогии, которая позволяет расширять контекст описываемой проблемы до масштаба страны. В то же время исследователь констатирует, что избранный Шендеровичем жанр и применяемое им противопоставление российского и зарубежного ведёт к «идеализации образа Зарубежья и, соответственно, демонизации образа современной России».
Исследователь-лингвист О. И. Северская констатирует, что Шендерович — профессиональный писатель-сатирик и публицист, который наиболее ярко проявил себя в новом жанре сатирических информационных программ.
Лингвисты Н. Д. Голев и О. А. Носкова на основе проведённого ими анализа доказывают, что для Шендеровича как журналиста «свойственны ассоциативное, парадоксальное выстраивание текста, новаторство и эксперименты в области формы текста», а с другой стороны — структурная «свернутость» и афористичность.
Высокие оценки со стороны писателя и литературного критика Самуила Лурье получила книга В. Шендеровича «Соло на флейте». Медиалингвист Элеонора Лассан в своей научной работе доказывает, что в данной книге Шендеровича «слились воедино содержательные особенности политической сатиры и трагедии, фарса и фэнтези, с одной стороны, а с другой некоторые черты музыкальных произведений, в частности фуги».

## Скандал с высказываниями о Юлии Липницкой

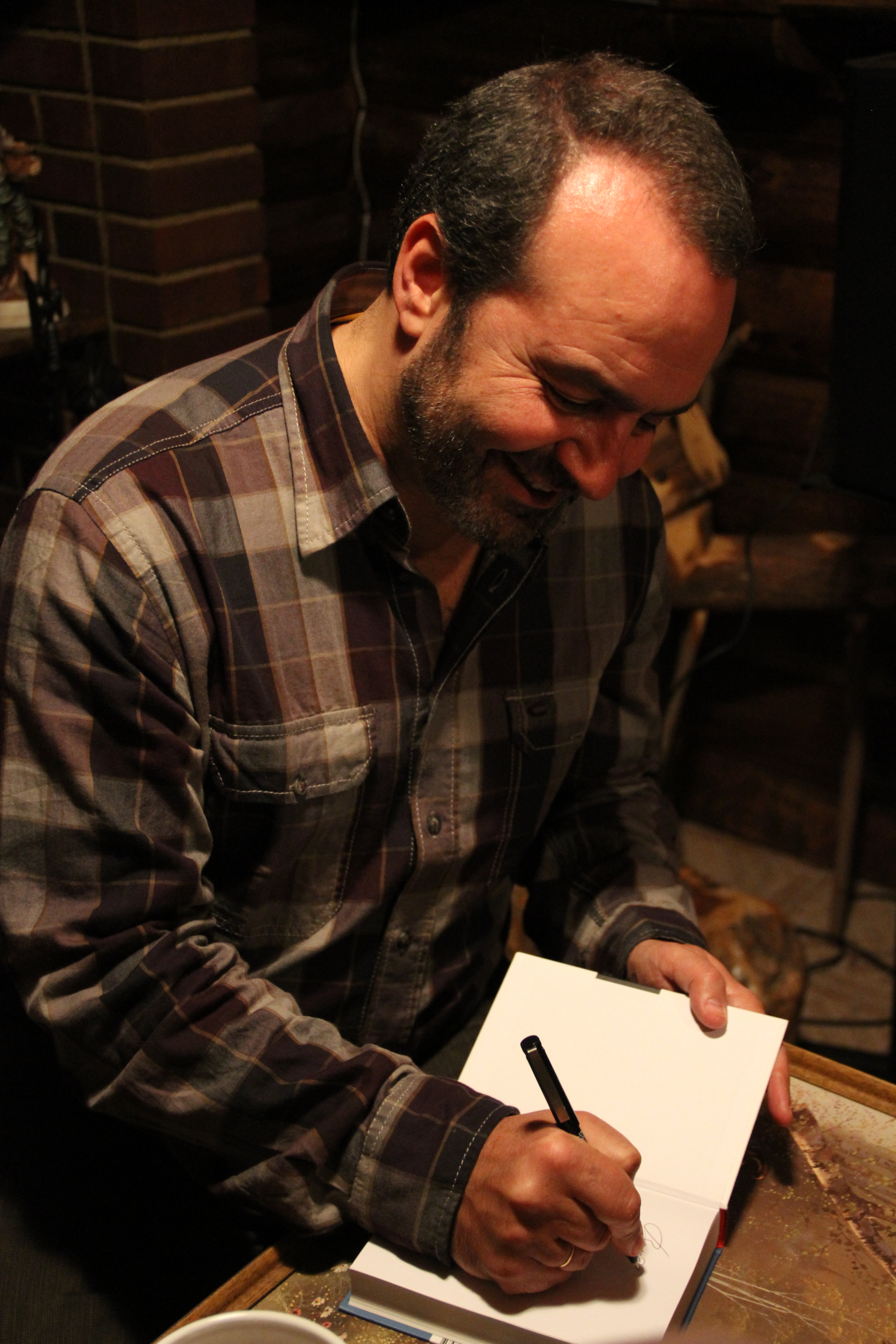
Виктор Шендерович в 2011 году

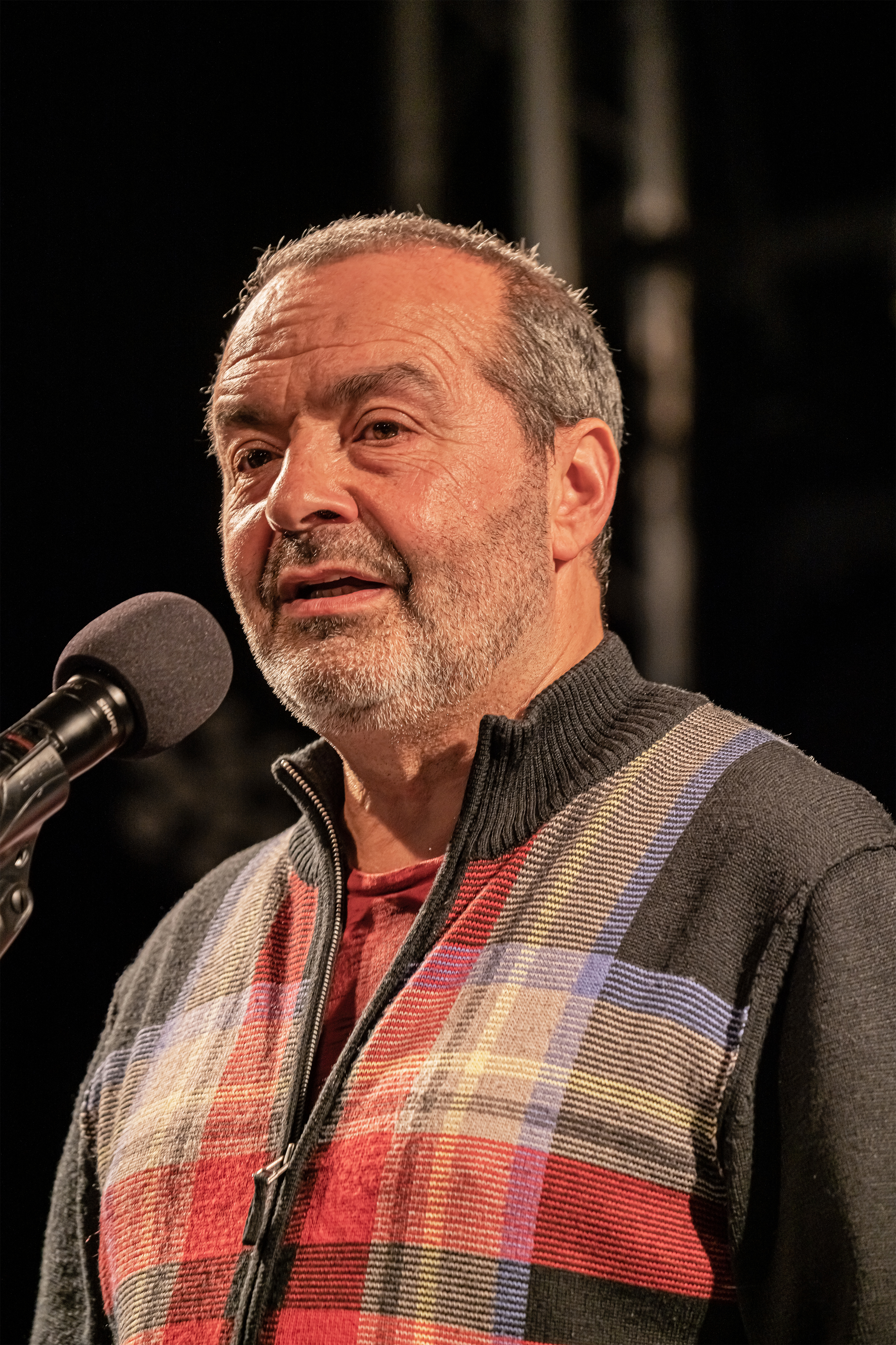
Виктор Шендерович в 2023 году

10 февраля 2014 года Виктор Шендерович опубликовал в Интернете заметку «Путин и девочка на коньках», в которой проводил параллели между Олимпиадой в Берлине 1936 года, проходившей в предвоенной нацистской Германии, и Сочинской Олимпиадой 2014 года. В частности, в заметке Шендерович сравнил победу юной фигуристки Юлии Липницкой с победой атлета Ханса Вёльке, представлявшего нацистскую Германию. Данная заметка была опубликована на сайте «Эхо Москвы» и вызвала критику ряда общественных деятелей, в том числе лидера «единороссов» Владимира Васильева, телеведущего государственного канала «Россия-1» Дмитрия Киселёва и депутата Госдумы и олимпийской чемпионки Светланы Журовой. В. Васильев, в частности, считает, что приведённые Шендеровичем сравнения являются «фашистскими по сути». Однако Шендерович отказался извиняться за свои высказывания об Олимпиаде, заявив, что его текст прочитали около 200 тысяч человек, однако «обиделся только глава фракции „Единая Россия“». Главный редактор радиостанции «Эхо Москвы» Алексей Венедиктов считает, что радиостанции не за что извиняться, поскольку текст не звучал в эфире, а блог Шендеровича «содержит антифашистский пафос».
13 февраля Шендерович написал заметку «Антифашисты с бананами», посвящённую развитию скандала. Эта публикация стала поводом для судебного иска Васильева к Шендеровичу о защите чести и достоинства.
4 апреля 2014 года Преображенский суд Москвы постановил взыскать с Шендеровича 1 млн рублей в пользу Васильева. Тот позже заявил, что перечислит эти деньги екатеринбургской детской спортшколе «Локомотив», где тренировалась Липницкая.

## Обвинения в домогательствах
В марте 2018 года журналистка Ксения Веретенникова заявила, что оказалась жертвой домогательств со стороны Шендеровича. Веретенникова удивилась заявлению Шендеровича в связи с «сексуальным скандалом» вокруг Леонида Слуцкого, в котором сатирик осудил депутата Госдумы. «Он сам не менее мерзостно и агрессивно домогался к журналисткам, когда те приходили к нему на интервью», — написала журналистка в своём Facebook.

## Пьесы
- 2001 — Два ангела, четыре человека
- 2002 — Тёзка Швейцера
- 2007 — Петрушка
- 2010 — Потерпевший Гольдинер
- 2011 — Вечерний выезд общества слепых
- 2011 — Текущий момент
- 2013 — Концепция[93]
- 2019 — Увидеть Солсбери

По пьесе Виктора Шендеровича «Потерпевший Гольдинер» в 2014 году был поставлен спектакль, в котором главную роль сыграл Владимир Этуш.

## Книги
- 1991 — Цветы для профессора Плейшнера Архивная копия от 13 февраля 2007 на Wayback Machine
- 1993 — … В деревне Гадюкино — дожди Архивная копия от 13 февраля 2007 на Wayback Machine
- 1995 — Семечки Архивная копия от 13 февраля 2007 на Wayback Machine (М.: Текст)
- 1997 — Театр одного Шендеровича
- 1998 — Куклы Архивная копия от 13 февраля 2007 на Wayback Machine
- 1999 — Московский пейзаж Архивная копия от 13 февраля 2007 на Wayback Machine
- 2000 — Куклиада Архивная копия от 13 февраля 2007 на Wayback Machine
- 2000 — Антология Архивная копия от 13 февраля 2007 на Wayback Machine
- 2000 — 208 избранных страниц Архивная копия от 13 февраля 2007 на Wayback Machine
- 2004 — Здесь было НТВ и другие истории Архивная копия от 9 апреля 2007 на Wayback Machine
- 2004 — Здесь было НТВ, ТВ-6, ТВС Архивная копия от 8 января 2007 на Wayback Machine
- 2005 — Монолог с властью
- 2005 — Кинотеатр повторного фильма
- 2005 — Изюм из булки Архивная копия от 5 июля 2009 на Wayback Machine, ISBN 978-5-8159-0826-0
- 2006 — Недодумец, или как я победил Марк Твена Архивная копия от 10 марта 2012 на Wayback Machine, ISBN 5-8159-0590-9
- 2006 — Изюм из булки. Издание второе. Исправленное и дополненное Архивная копия от 5 июля 2009 на Wayback Machine
- 2007 — Плавленые сырки и другая пища для ума
- 2007 — Хромой стих (М.: Время)
- 2009 — Схевенинген (М.: Время), ISBN 978-5-9691-0456-3
- 2009 — Случай с йеху и другие истории нашего зоопарка. Мои встречи с правосудием (М.: Новая газета), ISBN 978-5-91147-008-1
- 2010 — Операция «Остров» (М.: Астрель, Corpus), ISBN 978-5-271-27466-4
- 2012 — Евроремонт: рассказы (М.: Астрель, CORPUS), ISBN 978-5-271-43135-7
- 2014 — Блокада мозга 2014 (М.: Захаров), ISBN 978-5-8159-1330-1
- 2015 — Проклятие Пелопа (М.: Пробел-2000), ISBN 978-5-98604-495-8
- 2015 — Рептилион и другие истории о любви (М.: Время), ISBN 978-5-9691-1399-2
- 2015 — Соло на флейте (М. : Время), ISBN 978-5-9691-1274-2
- 2024 — Девяноска (Братислава, Vidim Books) ISBN 978-80-974683-2-3[93]

## Награды
- Премия Московской Хельсинкской группы за защиту прав человека средствами культуры и искусства (2010)[95].